# Casa del Chirurgo

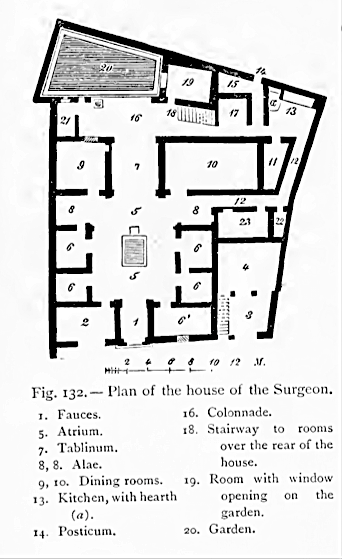
Grundriss des Hauses

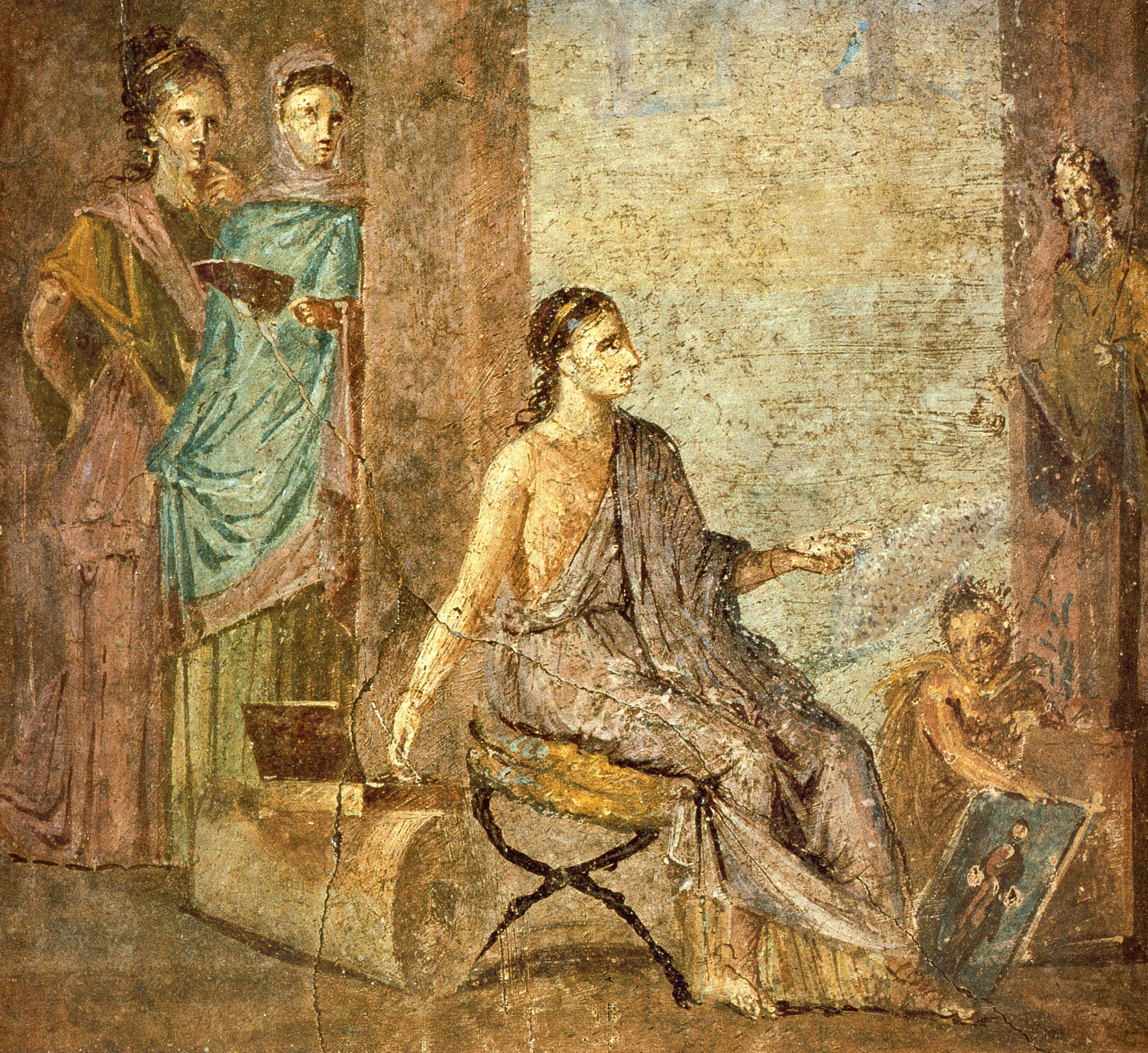
Malerin

Die Casa del Chirurgo (Haus des Chirurgen) befindet sich in Pompeji (VI 1, 9–10.23) und wurde 1770 durch Francesco La Vega ausgegraben.
Das Wohnhaus erhielt seinen modernen Namen aufgrund eines Fundes von vierzig chirurgischen Instrumenten, die sich heute im Archäologischen Nationalmuseum Neapel befinden. Es liegt im Nordwesten der Stadt, an einer Straße, die direkt zur Porta Ercolano führt, einem der Stadttore der Stadt. Vom Eingang, der im Süden des Hauses liegt, gelangt man in die Fauces und von dort direkt in das Atrium, das einst Malereien im 4. Stil zeigte. Um das Atrium herum sind diverse kleine Zimmer angeordnet. An der Rückseite des Atriums befinden sich zwei Speisezimmer und ein Durchgang zum Garten. Im hinteren Teil des Hauses führt eine Treppe zu einem einstigen Obergeschoss. Hier befindet sich auch die Küche, die einst mit Malereien dekoriert war.
Das Haus galt lange als klassischer und früher Vertreter des Atriumhauses; es wurde in der älteren Forschung ins 4. Jahrhundert v. Chr. datiert und galt als eine der ältesten noch zur Zeit des Vulkanausbruchs stehenden Wohnbauten in Pompeji. Nachgrabungen durch Amedeo Maiuri zeigten aber, dass dies unrichtig ist. Neuere Grabungen durch ein britisch-amerikanisches Team bestätigten dies und zeigten, dass das Haus erst um 200 v. Chr. oder kurz danach erbaut wurde. Dies fällt in eine Zeit verstärkter Bauaktivität in der Stadt, in der auch zahlreiche andere neue Wohnhäuser errichtet wurden. Die Casa del Chirurgo wurde an der Stelle eines älteren Baues errichtet, der wohl ins 3. Jahrhundert v. Chr. datiert, dessen Funktion und genauer Grundriss jedoch unklar sind.
Verschiedene Räume des Hauses waren einst ausgemalt. Zur Zeit der Entdeckung wurde das Haus wegen seiner Bemalung gerühmt.  Da die meisten Räume jedoch nicht überdacht wurden, ist heute kaum noch etwas von den Malereien erhalten. In Raum 19, der überdacht wurde, befinden sich noch heute Reste von Wandmalereien im 4. Stil. Das Dekorationsschema ist von alten Zeichnungen gut bekannt. Ein zentrales Gemälde zeigt eine Malerin am Werk. Das Bild wurde schon früh aus der Wand geschnitten und befindet sich heute im Archäologischen Nationalmuseum in Neapel. Raum 8 hat einen mit geometrischen Motiven dekorierten Mosaikfußboden. Das Mosaik befindet sich heute noch vor Ort, ist aber auch nur noch zum Teil erhalten.